# История Гатино

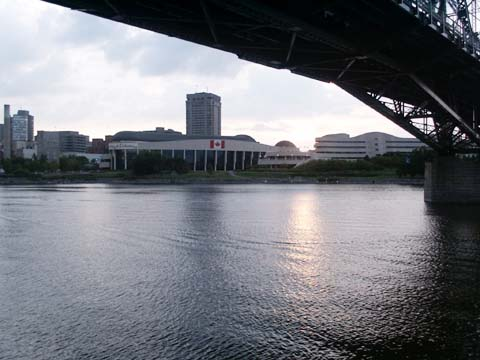
Гатино, вид с реки Оттава

В начале XVII века Этьен Брюле, а вслед за ним — Николя де Виньо и Самюэль де Шамплен первыми из европейцев добрались до этой местности по реке Кичисипи («большая река», ныне Оттава), бывшей основной магистралью сообщения местных алгонкинов и ирокезов. Во времена Новой Франции сплав мехов осуществлялся по воде, в том числе по Оттаве и её притоку Гатино. Последний был назван в честь Николя Гатино, основавшего в XVII в. здесь свою факторию.

## Основание города
В 1800 г. здесь обосновался и развернул активную коммерческую деятельность Филемон Райт, выходец из города Вуберн, Массачусетс. В построенном им посёлке Райтвилл (позднее Халл) развернулось большое количество предприятий, как его собственных, так и других предпринимателей.
Наполеоновские войны, бушевавшие в Европе, лишили Великобританию скандинавского леса, необходимого для флота. В регионе слияния Оттавы и Гатино росло много сосен, нужных для флота. Райт создал несколько лесопилок, откуда лес сплавлялся по р. Оттава до р. Святого Лаврентия, оттуда через Монреаль г. Квебек, а оттуда шёл в Британию. Это положило начало местной лесной, а во второй половине XIX в. — спичечной и бумажной промышленности. В связи с наличием большого числа порогов и водопадов, затруднявших лесосплав по р. Оттава, в ряде мест были сооружены волоки; один из них, на водопаде Шодьер, построил Рагглс, сын Филемона Райта.
Англо-американская война 1812 охватила как Верхнюю, так и Нижнюю Канады, у границы которых находился Райтсвилл. Гарнизоны обеих колоний были слишком малочисленными, чтобы защитить города, однако при помощи индейцев и партизанской тактики канадцы сумели нанести поражение американцам у Шатоге и Кингстона. В ходе конфликта выявилась проблема недостаточно развитых коммуникаций между колониями и их гарнизонами: основные коммуникации осуществлялись до того по реке святого Лаврентия, слишком уязвимой для нападений американских рейдеров. Для решения проблемы британские власти решили соорудить ряд каналов, чтобы соединить гарнизоны Монреаля, Оттавы и Кингстона. Так появился канал Ридо, соединявший Оттаву с Кингстоном, а также каналы, позволявшие обойти ещё существовавшие в XIX веке пороги Лонг-Со (fr:rapides du Long-Sault) на реке Оттава, что позволило соединить г. Оттава с Монреалем. Сооружение каналов привлекло в регион англоговорящих предпринимателей. Вместе с ними прибыло большое количество ирландцев, которые работали на строительстве каналов.
Успех лесной промышленности Райта привлёк в регион и других предпринимателей, таких, как Николас Спаркс, Эндрю Лими, Арчибальд Макмиллан, Леви Бигелоу, Бакстер Боумен, Эзра Батлер Эдди, Джон Рудольфус Бут и других. В честь них позднее были названы многие объекты в Оттаве и Гатино.
Лесная промышленность простиралась на запад вплоть до региона Pontiac и на север, вдоль берегов рек Гатино и Du Lièvre. Лесозаготовки, лесопилки, заводы по переработке древесной массы, производству спичек, фосфорных удобрений, частные ГЭС и сельское хозяйство оставались основными источниками занятости жителей региона Утауэ, с центром в Халле, с момента его основания и до 1970-х гг, когда в городе обосновалось большое количество федеральных учреждений.

## Конфликты с ирландскими иммигрантами

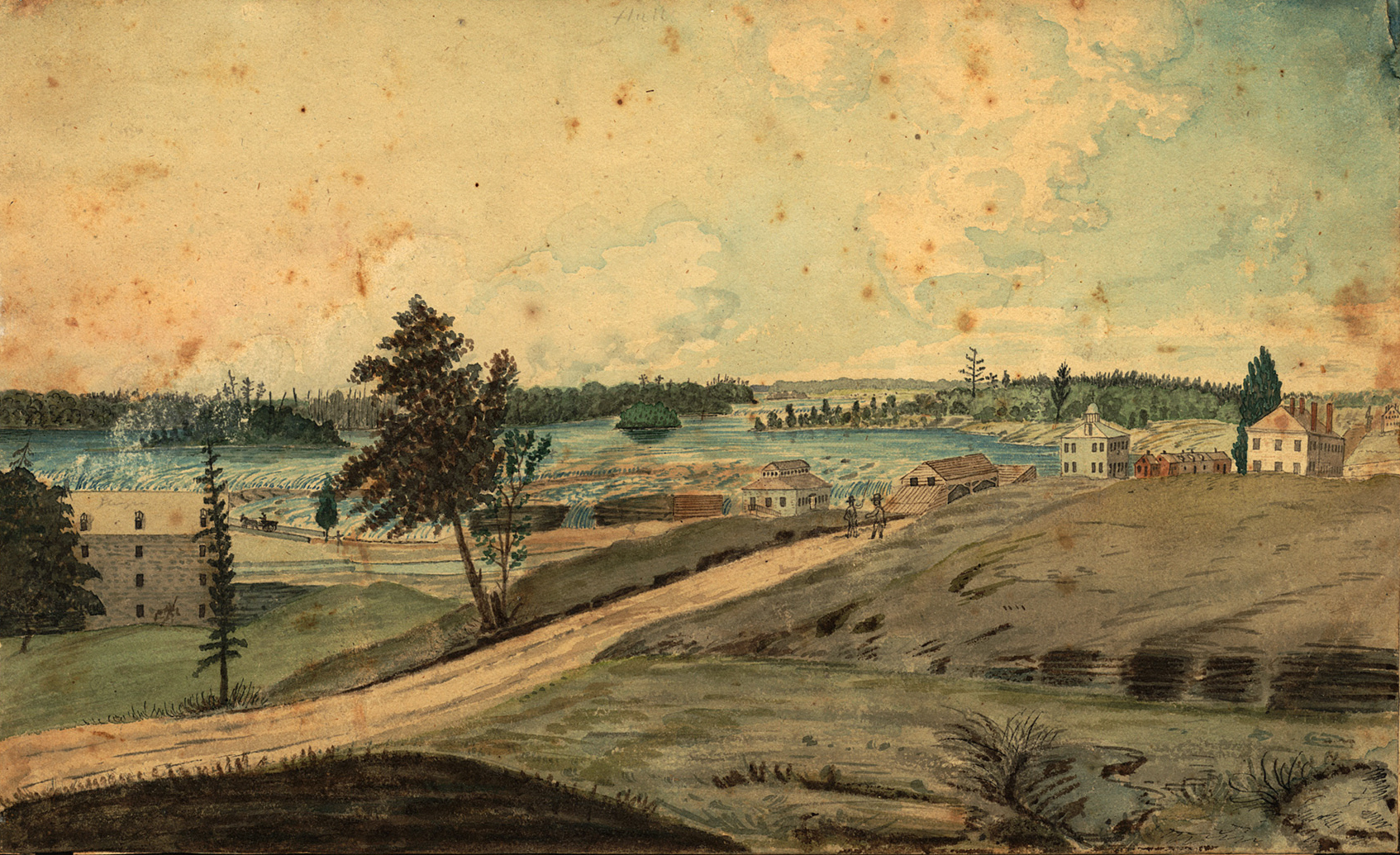
Панорама Райтстауна и водопад Шодьер. Художник Томас Берроуз, 1830

Расцвет местной промышленности и предпринимательства привлёк большое количество иммигрантов-католиков (как франкоговорящих, так и ирландцев). Возникли конфликты между семьями местных старожилов — Райт, Папино, Иган, Гамильтон — и новыми переселенцами, которые тоже хотели застолбить себе место в лесной промышленности.
Один из известных крупных конфликтов возник, когда ирландские наёмные работники, под руководством Питера Эйлена, напали на рабочих-франкофонов, чтобы вытеснить последних из лесосплавного бизнеса. Кроме того, ряд предпринимателей стравливали между собой рабочих с тем, чтобы удерживать на низком уровне заработную плату. Драки между франкоговорящими и ирландскими рабочими часто разворачивались на улицах соседнего Байтауна: они нередко заканчивались смертельными случаями, а иногда для их разгона приходилось применять войска. Этот длительный конфликт известен как «война шайнеров» (1835—1845). Мифическую репутацию среди франкофонов за свои «героические подвиги» приобрёл Жо Монферран fr:Jos Montferrand.

## Демография в XIX веке
В 1820 г., до начала притока иммигрантов из Великобритании, население Халла составляло 707 человек (365 мужчин, 113 женщин, 229 несовершеннолетних). Заметная разница между числом мужчин и женщин объяснялась тем, что многие мужчины приезжали работать в лесопромышленности. В течение следующего десятилетия население удвоилось благодаря притоку протестантов из Ольстера. В 1851 г. население округа Оттава в Квебеке составило 11104, изз которых 2811 проживали в Халле, а 7760 — в Байтауне (ныне Оттава). В 1861 г. население Халла составило 3711 человек. Высокий прирост населения продолжался на протяжении всего столетия. Промышленное развитие в середине XIX века привлекло в Халл большое количество франкоговорящих рабочих, что существенно изменило языковую и религиозную демографию города. В 1850 г. франкоканадцы составляли всего 10 %, а в 1920 г. — 90 % населения Халла..

## Бизнес Э. Б. Эдди
Эзра Батлер Эдди, родом из Вермонта, поселился в Халле в 1851 г. и сделал состояние на производстве спичек, стиральных досок и прищепок для сушки белья. В 1870-е гг. он стал одним из виднейших лесопромышленников на водопаде Шодьер. Его фабрика по производству спичек и по переработке древесной массы в бумагу, а также его инновации в производстве древесной массы (1889) и бумаги (1890), сделали Халл одним из крупнейших центров бумажной промышленности.
Позднее возникли заводы по производству топоров, скотобойни и мясокомбинаты, производство ниток и другие предприятия.
В 1919 г. в Халле возникла первая забастовка женщин — её организовали работницы его спичечного предприятия (в честь которых в центре Халла назван Бульвар-дез-Алюметьер). В 1924 г. компания объявила локаут.

## Халльский пожар 1900 г

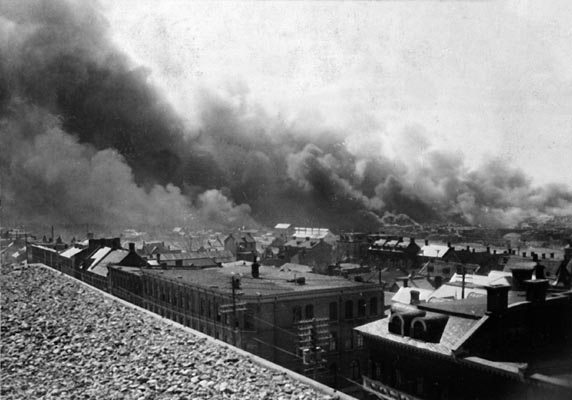
Халльский пожар, 1900 г.

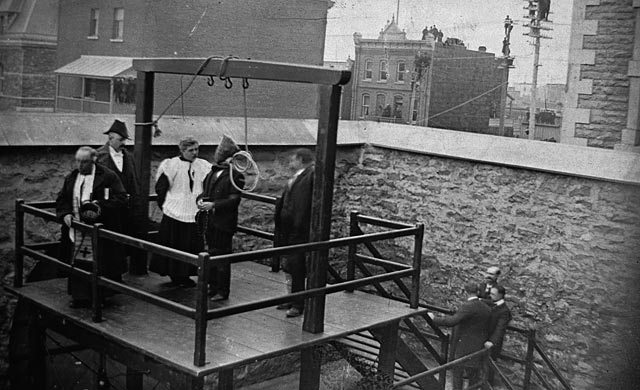
Публичная казнь (Станисло Лакруа), Халл, 1902

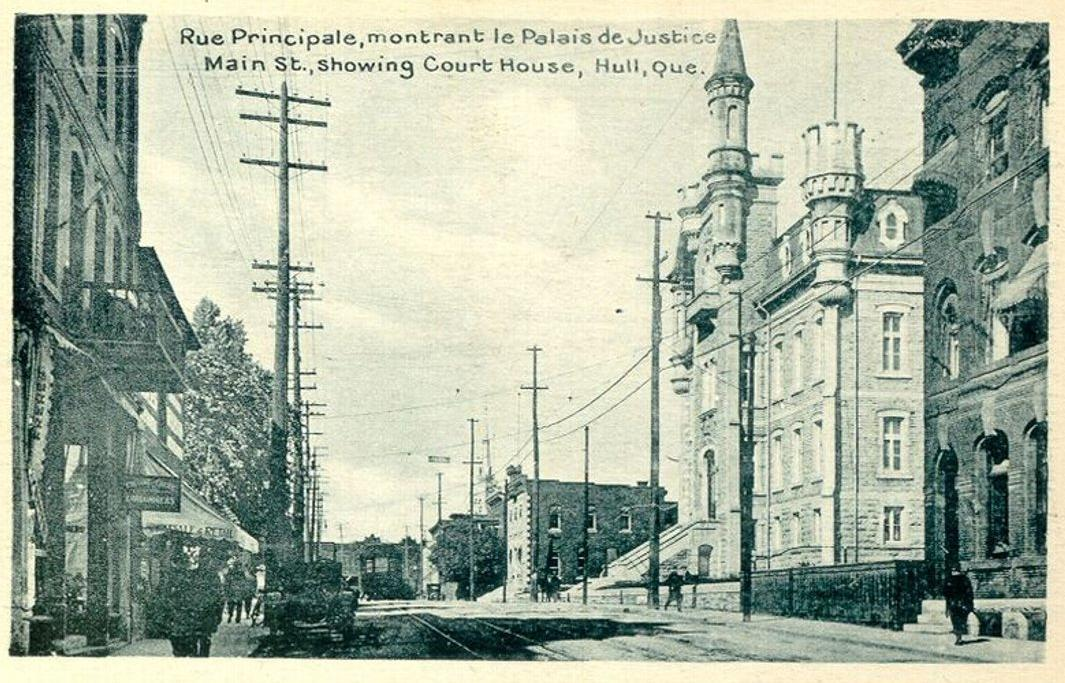
Главная улица, Халл, 1908.

Пожар 1900 г. был крупнейшим в истории Оттавы и Халла. Он уничтожил большую часть сооружений города, однако благодаря умелым действиям по эвакуации число жертв оказалось небольшим: всего 7 человек.

## Забастовка на заводе Макларенов
8 октября 1906 г. разразилась крупная забастовка 400 работников компании семейства Макларен в г. Бакингхем (ныне восток Гатино). Компания отказалась вести с ними переговоры и вызвала полицию, частную охрану и штрейкбрехеров. Полиция открыла огонь по забастовщикам. В результате погибли двое: Тома Беланже, председатель профсоюза, и Франсуа Терьо, секретарь профсоюза; многие были ранены. Мэр воспользовался законом о мятежах и использовал армию. Многие забастовщики были арестованы и брошены в тюрьму. После забастовки компания составила чёрный список забастовщиков, запретив наём на предприятия Макларенов не только их, но также детей и внуков.

## Алкогольный бум
В 1917—2000 гг. Халл славился своей ночной жизнью.
В Онтарио запрет на продажу алкоголя вступил в действие в 1916 г. и действовал вплоть до отмены «Закона об умеренности» 1927 г. Из-за своей близости к Онтарио Халл стал местом, где онтарийцы любили приобретать алкоголь, поэтому с 1917 г. в городе наблюдается резкий рост числа пьяных и уличных правонарушений. В результате уже в мае 1918 г. Халл принял местные законы, запрещающие продажу алкоголя, которые не решили проблему — в городе возникло бутлегерство, а город из-за своей преступности получил прозвище «маленький Чикаго». В 1919 г. по результатам местного плебисцита город отменил запрет на продажу алкоголя, что вновь привело к расцвету местной алкогольной торговли, основными потребителями которой были жители Онтарио. Многие бары Халла располагались вблизи от моста Александры, ведущего в Оттаву, который местная газета прозвала «мостом тысячи жаждущих».
Начальник полиции Халла докладывал в 1924 г., что причиной беззакония в Халле была его близость к Оттаве. В отчёте, опубликованном в 1925 г., указывалось, что приезжие в Халле составляли до 90 % посетителей местных баров, а также подавляющее большинство арестованных за пьянство и хулиганство. Как писала газета в 1920-е гг., «эти кабаки — единственный аттракцион Халла — это не бары, а скорее похожие на сараи мрачные комнаты в старых зданиях».
В начале 1940-х гг., когда бары в Онтарио закрывались в 1:00 ночи, а в Квебеке в 3:00, жители Онтарио пользовались более либеральной политикой Квебека в отношении алкоголя. Проведённое властями в 1940-е гг. исследование показало, что игорные дома и нелегальные бары в Халле пользовались поддержкой местных коррумпированных политиков, которые также делали так, чтобы полиция не арестовывала проституток.

## Военный период
Во время Второй мировой войны в г. Халл, наряду со многими другими регионами Канады — такими, как Сагене, Лак-Сен-Жан и Иль-Сент-Элен, находился лагерь для военнопленных. Пленные подразделялись по категориям — гражданство и военный или гражданский статус. В Халльском лагере военнопленные были в основном итальянцами и немцами. Во время призывного кризиса 1944 г. в тюрьму также были помещены канадцы, сопротивлявшиеся призыву на войну. Военнопленные были должны выполнять тяжёлые работы, включая сельскохозяйственные и заготовку древесины.

## Вторая половина XX века
В 1965 г. был построен мост Макдональда-Картье, из-за чего многие бары Халла переместились вдаль от реки, на север.
С 1970-х гг. в Гатино обосновывается ряд федеральных учреждений. В настоящее время они сконцентрированы в районе Пляс-де-Портаж у моста Портаж. Строительство правительственного комплекса в центре города привело к удалению оттуда многих предприятий и магазинов, а также переселению более чем 4000 жителей.
Наступление эры диско в 1970-е гг. вновь подстегнуло ночную жизнь города, и местный бар «Viva Disco» попал в первую десятку Северной Америки по рейтингу журнала Playboy.
Во время сепаратистского кризиса в Квебеке население Гатино занимало скорее профедеральные позиции, так как многие местные жители были заняты в соседнем городе Оттава.
С начала 1980-х гг. муниципалитет поощрял распространение баров в даунтауне; по сравнению с соседним Онтарио, местные бары оставались открытыми на 2 часа дольше, а некоторые предлагали челночные автобусы, чтобы привозить клиентов из Оттавы.
К 1985 г. уровень преступности в Халле был самым высоким в Квебеке, при этом преступления были сконцентрированы вокруг баров — включая убийства, торговлю наркотиками, хулиганство, грабежи, разбой, вандализм и появление в пьяном виде.
Бывший премьер-министр Канады Брайан Малруни писал про Халл:
The town [Ottawa] visibly sagged by ten at night, just in time for residents seeking relief from the stifling boredom to cross the bridge to Hull, Quebec, where nightclubs, dancehalls, bars, and a few great restaurants provided sanctuary and stimulation.
В 1989 г. Канадский музей цивилизации переместился в центр Халла, в непосредственной близости от его баров, и местные политики озаботились имиджем города в глазах многочисленных туристов. Они сопоставили плюсы от создания рабочих мест и прибыли от ночной индустрии с расходами на полицию и очистку. С 1990-х гг. началась кампания «нулевой толерантности», включавшая засылку агентов под прикрытием, отзыв лицензий на продажу алкоголя и кампанию убеждения общественности. Вскоре полиция Халла начала активно отвозить на штрафстоянки припаркованные в центре города автомобили, и штрафовать на сумму до 400 долларов тех, кто мочился в общественных местах. В 1996 г. было сооружено казино озера Лими, которое намеренно было расположено подальше от городского центра.
К 2000 г. Халл потратил значительные ресурсы на то, чтобы центр города стал более привлекательным. Множество старых зданий с сомнительной репутацией были снесены в ходе сооружения правительственно-офисного комплекса Пляс-де-Портаж. Вместо баров возникли кафе и компьютерные магазины. Также город стимулировал предприятия, которые проводили у себя обновления. Это привело к падению преступности на 75 % с 1994 к 2000 г., а главная улица «больше не притягивала любителей потасовок». Проституция, однако, осталась неизменной. Мэр Ив Дюшарм выразил желание вновь привлечь жителей к даунтауну и стал поощрять сооружение жилых домов с квартирами-студиями и для холостяков на улице Променад-дю-Портаж вблизи от офисного комплекса.

## Начало XXI века
В результате крупномасштабной реформы муниципалитетов в Квебеке с 2002 г. пять муниципалитетов — Халл, Гатино, Бакингхем, Массон и Анже и Эйлмер — объединились с образованием нынешнего города Гатино. В 2004 г. во включённых в состав Гатино муниципалитетах были проведены референдумы по вопросу разукрупнения муниципалитета, однако сторонники разукрупнения не набрали нужного числа голосов.
В 2010 г. был начат проект создания сети скоростных автобусных маршрутов Rapibus. Завершение проекта неоднократно переносилось. Сеть начала функционировать в 2013 году.
По состоянию на начало 2010-х гг. ночная жизнь из Гатино в основном переместилась в Оттаву, если не считать местной достопримечательности Казино озера Лими.
В 2015 г. Центр по еврейским делам поднял перед муниципалитетом вопрос о целесообразности наименования двух улиц города в честь сторонников нацистов — Алексиса Карреля и Филиппа Ленарда. Городской совет принял решение об их переименовании в улицы Марии Кюри и Альберта Эйнштейна.

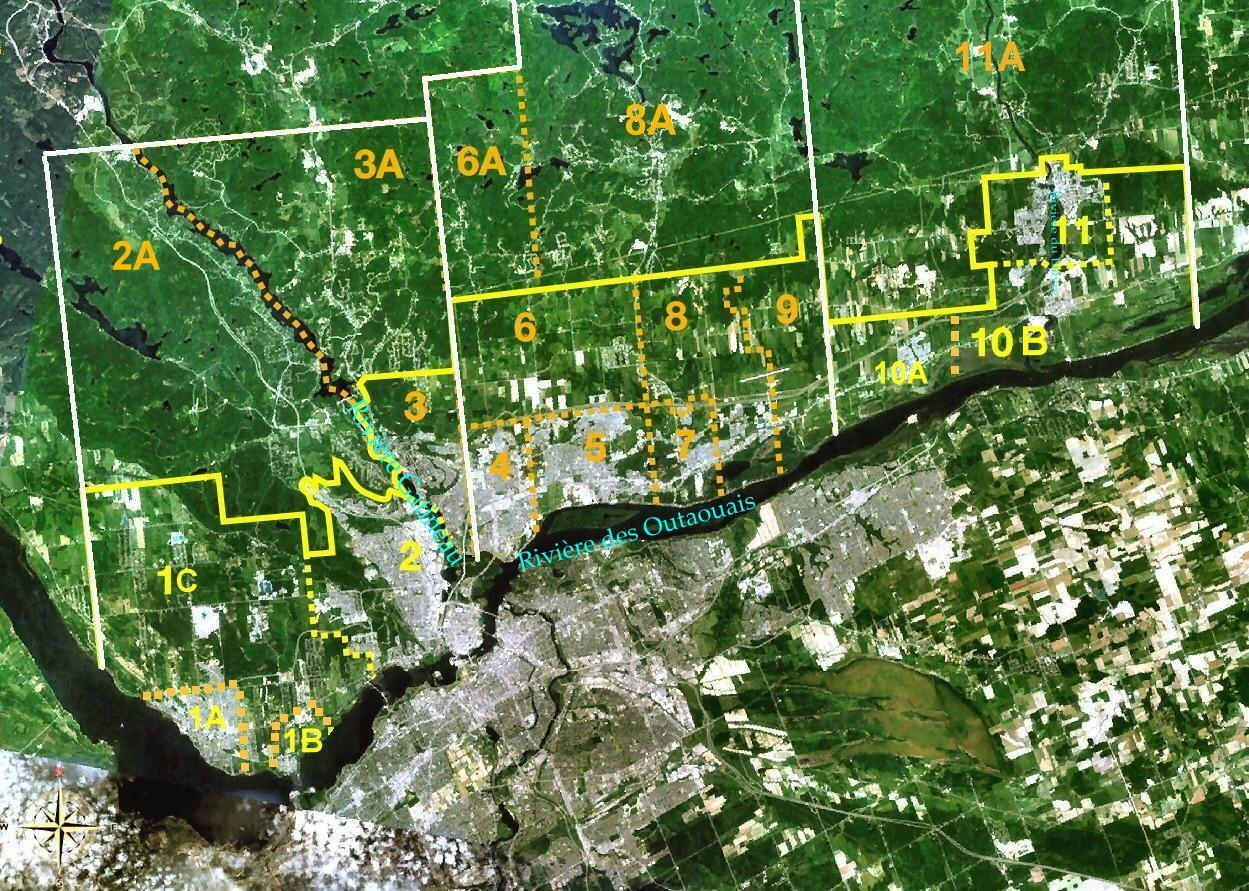
Cantons d’origine; cliquer pour voir la légende

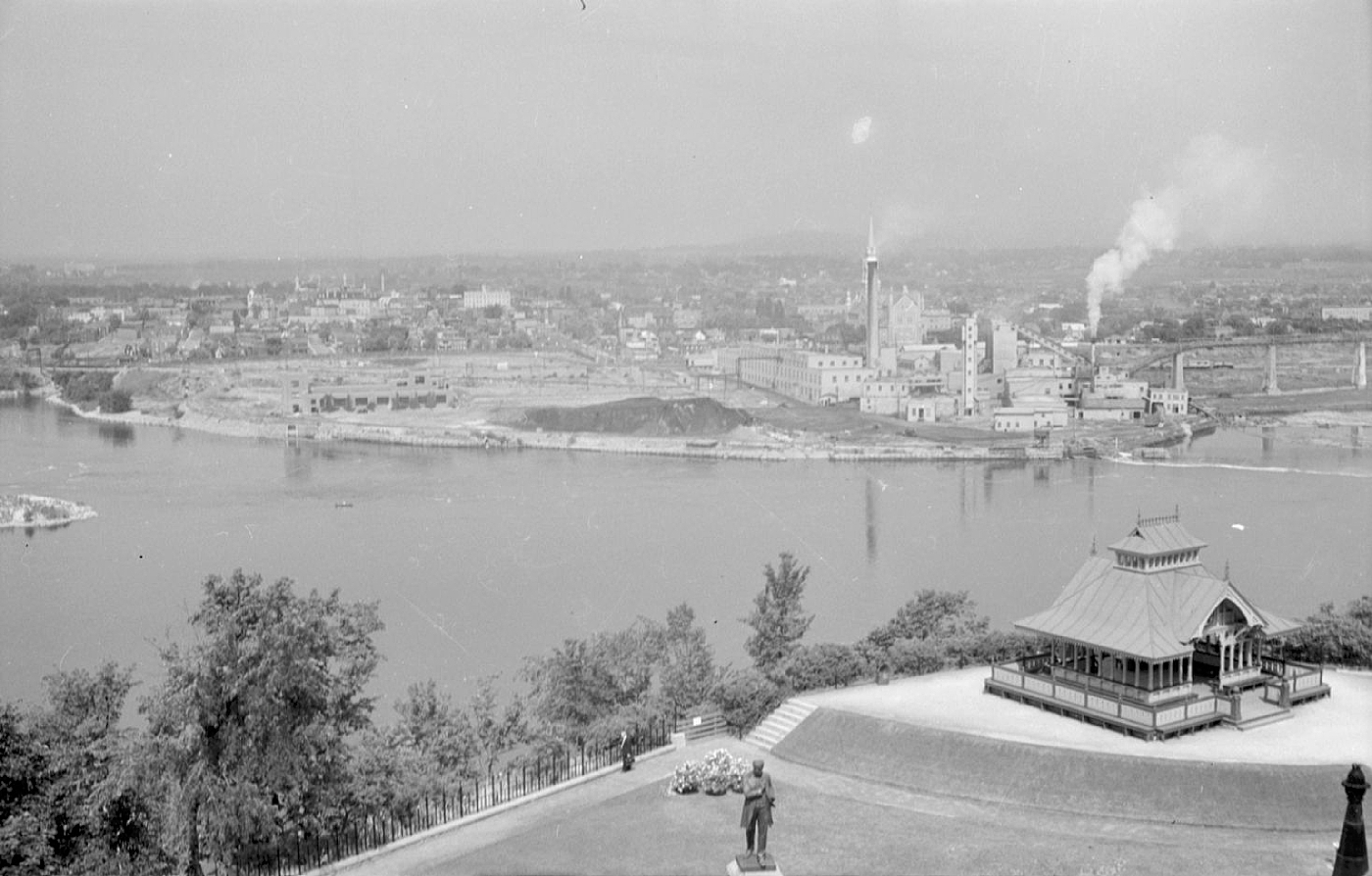
Centre-ville de Gatineau vu d’Ottawa 1938